# Stylosanthes guineensis
Stylosanthes guineensis är en ärtväxtart som beskrevs av George Don jr. Stylosanthes guineensis ingår i släktet Stylosanthes och familjen ärtväxter. Inga underarter finns listade i Catalogue of Life.